# Juliane von Salm-Grumbach
Juliane Rheingräfin von Salm-Grumbach (* ca. 1620, † nach 1647) war eine Gräfin aus dem Haus der Wild- und Rheingrafen. Bekannt wurde sie durch ihre kurze Ehe mit dem Pfalzgrafen Georg Wilhelm von Birkenfeld, die mit einer Scheidung endete und einen Skandal auslöste.

## Herkunft
Über Julianes Leben ist nur relativ wenig bekannt. Sie war das sechste Kind des Rheingrafen Johann von Salm-Grumbach (1582–1630) und seiner Frau Anna Juliane von Mansfeld-Hinterort (* 1591, † vor 1641). Ihr Geburtsjahr ist nicht bekannt, vermutlich ist sie um 1620 geboren.
Ihr älterer Bruder Adolph (1614–1668) hatte nach dem Tod des Vaters im Jahr 1630 die Herrschaft angetreten und war seit 1640 mit der Rheingräfin Anna Juliana von Dhaun verheiratet. Deren Bruder Johann Ludwig von Dhaun (1620–1673) hielt sich oftmals in Grumbach auf. Offenbar fassten Juliane und Johann Ludwig eine Neigung zueinander, was von ihrem Bruder jedoch nur ungern gesehen wurde.

## Heirat mit Pfalzgraf Georg Wilhelm
Im Mai 1641 lernte der damals fast 50 Jahre alte und schon lange verwitwete Pfalzgraf Georg Wilhelm von Birkenfeld Juliane kennen und verliebte sich in sie. Eine erste Brautwerbung, die von Eberhard von Sickingen überbracht wurde, lehnte Juliane ab, doch Georg Wilhelm ließ nicht locker und sandte seinen Brautwerber ein zweites Mal; dieses Mal ging sie, wohl auf Drängen ihres Bruders, auf die Werbung ein. Am nächsten Tag erschien dann aber Johann Ludwig, der von diesen Vorgängen erfahren hatte, in Grumbach und warb ebenfalls um Julianes Hand, wurde aber von ihrem Bruder abgewiesen. Zornig und erregt wollte Johann Ludwig daraufhin nach Birkenfeld, um dort Georg Wilhelm zum Duell zu fordern. Rheingraf Adolph gelang es, Johann Ludwig von diesem Vorhaben abzubringen, und hielt es für das Beste, ihn auf Schloss Grumbach über Nacht bleiben zu lassen. Das wusste Johann Ludwig wiederum auszunutzen. Es gelang ihm, mit Juliane noch einmal alleine zusammenzutreffen, dabei kam es zum Beischlaf, wovon zunächst niemand erfuhr.
Am 9. Juni 1641 verlobte Georg Wilhelm sich in aller Form mit Juliane. Am 30. Oktober fand die Hochzeit auf Schloss Birkenfeld statt, bei der eine überaus große Zahl fürstlicher und adeliger Gäste anwesend war, wobei die Feierlichkeiten sich über mehrere Tage erstreckten.

## Skandal und Scheidung
Bald aber zeigte sich, dass Juliane schwanger war und dass der Vater nicht Georg Wilhelm sein konnte. Am 14. Februar 1642 wurde eine Tochter Anna Juliana geboren, am 25. Februar wurde das Kind getauft. Juliane gestand, dass das Kind von Johann Ludwig gezeugt worden sei. Zunächst wurde der Beschluss gefasst, sie ins Schloss Herrstein zu bringen (das ihr auch als Witwensitz zugesichert worden war.) Das Kind wurde nach kurzer Zeit von der Mutter getrennt und nach einigem Hin und Her ins rheingräfliche Dhaun gebracht; sein weiteres Schicksal ist nicht bekannt.
Juliane selbst wurde Ende März 1642 ins Schloss Winterburg gebracht. Georg Wilhelm strebte eine Scheidung an, die am 18. November 1642 von einem eigens dazu zusammengetretenen Gericht auch ausgesprochen wurde. Einige Wochen lang blieb Juliane noch in Winterburg, bis sie im Februar 1643 die Mitteilung erhielt, sie habe binnen acht Tagen das sponheimische Gebiet zu verlassen. Nachdem von Seiten ihrer Verwandtschaft keine Anstalten unternommen worden waren, sie von Winterburg abholen zu lassen, wurde sie mit der Ordinari-Post zum Rheingrafenstein verfrachtet, wo sie in den folgenden Jahren lebte. Nach 1647 verliert sich ihre Spur.